# Дејан Парађина
Дејан Парађина (Панчево, 5. фебруара 1999) српски је фудбалер.

## Каријера
Фудбал је тренирао у родном Панчеву, а наставио у млађим категоријама Рада с којим је потписао професионални уговор. Сарадњу с клубом договорио је до лета 2020. У летњем прелазном року 2018. прослеђен је на позајмицу Бежанији, где је остао до следећег прелазног периода. Током 2019. неколико месеци провео је у Колубари. Почетком лета 2020. приступио је екипи ОФК Бачке из Бачке Паланке. С клубом је склопио трогодишњу сарадњу, а током такмичарске 2020/21. имао је статус бонус фудбалера у Суперлиги Србије. Наредне сезоне био је члан екипе Новог Пазара. У јулу 2022. представљен је као нови фудбалер ОФК Вршца. Уговор с клубом продужио је на полусезони па је стандардно наступао до њеног краја. У јуну 2023. године потписао је за крушевачки Напредак. Клуб је напустио током зимске паузе у сезони 2023/24.

## Статистика

### Клупска
Ажурирано 21. фебруара 2024.
|                      |          |                  |    |   |   |   |   |   |   |   |    |   |  |  |
| Рад                  | 2017/18. | Суперлига Србије | 1  | 0 | 1 | 0 | — | — | — | — | 2  | 0 |  |  |
| Рад                  | 2018/19. | Суперлига Србије | 4  | 0 | — | — | — | — | — | — | 4  | 0 |  |  |
| Рад                  | 2019/20. | Суперлига Србије | 0  | 0 | — | — | — | — | — | — | 0  | 0 |  |  |
| Рад                  | Укупно   | Укупно           | 5  | 0 | 1 | 0 | — | — | — | — | 6  | 0 |  |  |
|                      |          |                  |    |   |   |   |   |   |   |   |    |   |  |  |
| Бежанија (позајмица) | 2018/19. | Прва лига Србије | 2  | 0 | 0 | 0 | — | — | — | — | 2  | 0 |  |  |
|                      |          |                  |    |   |   |   |   |   |   |   |    |   |  |  |
| Колубара (позајмица) | 2019/20. | Прва лига Србије | 21 | 0 | — | — | — | — | — | — | 21 | 0 |  |  |
|                      |          |                  |    |   |   |   |   |   |   |   |    |   |  |  |
| Бачка Бачка Паланка  | 2020/21. | Суперлига Србије | 28 | 1 | 0 | 0 | — | — | — | — | 28 | 1 |  |  |
|                      |          |                  |    |   |   |   |   |   |   |   |    |   |  |  |
| Нови Пазар           | 2021/22. | Суперлига Србије | 12 | 0 | 2 | 0 | — | — | 0 | 0 | 14 | 0 |  |  |
|                      |          |                  |    |   |   |   |   |   |   |   |    |   |  |  |
| ОФК Вршац            | 2022/23. | Прва лига Србије | 24 | 0 | — | — | — | — | — | — | 24 | 0 |  |  |
|                      |          |                  |    |   |   |   |   |   |   |   |    |   |  |  |
| Напредак Крушевац    | 2023/24. | Суперлига Србије | 2  | 0 | 1 | 0 | — | — | — | — | 3  | 0 |  |  |
|                      |          |                  |    |   |   |   |   |   |   |   |    |   |  |  |
| Каријера             | Каријера | Каријера         | 94 | 1 | 4 | 0 | — | — | 0 | 0 | 98 | 1 |  |  |
|                      |          |                  |    |   |   |   |   |   |   |   |    |   |  |  |

### Утакмице у дресу репрезентације
| Репрезентација Србије у узрасту до 18 година старости | Репрезентација Србије у узрасту до 18 година старости | Репрезентација Србије у узрасту до 18 година старости | Репрезентација Србије у узрасту до 18 година старости | Репрезентација Србије у узрасту до 18 година старости | Репрезентација Србије у узрасту до 18 година старости | Репрезентација Србије у узрасту до 18 година старости | Репрезентација Србије у узрасту до 18 година старости | Репрезентација Србије у узрасту до 18 година старости | Репрезентација Србије у узрасту до 18 година старости |
| #                                                     | Датум                                                 | Такмичење                                             | Локација                                              | Домаћин                                               | Резултат                                              | Гост                                                  | Гол                                                   | Реф.                                                  |                                                       |
| ----------------------------------------------------- | ----------------------------------------------------- | ----------------------------------------------------- | ----------------------------------------------------- | ----------------------------------------------------- | ----------------------------------------------------- | ----------------------------------------------------- | ----------------------------------------------------- | ----------------------------------------------------- | ----------------------------------------------------- |
| 1.                                                    | 18. мај 2017.                                         | Пријатељска утакмица                                  | Кућа фудбала, Стара Пазова                            | Србија                                                | 3 : 1                                                 | Чешка                                                 |                                                       | [ 29 ]                                                |                                                       |
| 2.                                                    | 3. јун 2017.                                          | Пријатељска утакмица                                  | Кућа фудбала, Стара Пазова                            | Србија                                                | 3 : 0                                                 | Француска                                             |                                                       | [ 30 ]                                                |                                                       |
| 2                                                     | Укупан број утакмица и постигнутих погодака           | Укупан број утакмица и постигнутих погодака           | Укупан број утакмица и постигнутих погодака           | Укупан број утакмица и постигнутих погодака           | Укупан број утакмица и постигнутих погодака           | Укупан број утакмица и постигнутих погодака           | 0                                                     |                                                       |                                                       |